# Ragnar Sigurðsson
Ragnar Sigurðsson (Reikiavik, 19 de junio de 1986) es un exfutbolista islandés que jugaba en la demarcación de defensa.

## Selección nacional
Debutó con la selección de fútbol de Islandia el 22 de agosto de 2007 en un partido amistoso contra Canadá, encuentro que finalizó con empate a uno. Además disputó la clasificación para la Eurocopa 2008, la clasificación para la Eurocopa 2012, la clasificación para la Eurocopa 2016, la clasificación para la Copa Mundial de Fútbol de 2010 y la clasificación para la Copa Mundial de Fútbol de 2014.

### Goles internacionales
| # | Fecha                   | Estadio                               | Oponente        | Gol | Resultado | Competición                                          |
| - | ----------------------- | ------------------------------------- | --------------- | --- | --------- | ---------------------------------------------------- |
| 1 | 16 de noviembre de 2014 | Doosan Arena, Pilsen, República Checa | República Checa | 0-1 | 2–1       | Clasificación para la Eurocopa 2016                  |
| 2 | 27 de junio de 2016     | Allianz Riviera, Niza, Francia        | Inglaterra      | 1-1 | 1-2       | Eurocopa 2016                                        |
| 3 | 6 de octubre de 2016    | Laugardalsvöllur, Reikiavik, Islandia | Finlandia       | 3-2 | 3-2       | Clasificación para la Copa Mundial de Fútbol de 2018 |
| 4 | 11 de junio de 2019     | Laugardalsvöllur, Reikiavik, Islandia | Turquía         | 1-0 | 2-1       | Clasificación para la Eurocopa 2020                  |
| 5 | 11 de junio de 2019     | Laugardalsvöllur, Reikiavik, Islandia | Turquía         | 2-0 | 2-1       | Clasificación para la Eurocopa 2020                  |

## Clubes
| Club                       | País       | Año       | Partidos | Goles |
| -------------------------- | ---------- | --------- | -------- | ----- |
| Fylkir Reykjavík           | Islandia   | 2004-2006 | 58       | 2     |
| IFK Göteborg               | Suecia     | 2006-2011 | 141      | 14    |
| F. C. Copenhague           | Dinamarca  | 2011-2013 | 102      | 4     |
| F. C. Krasnodar            | Rusia      | 2014-2016 | 83       | 4     |
| Fulham F. C.               | Inglaterra | 2016-2017 | 18       | 1     |
| F. C. Rubin Kazán (cedido) | Rusia      | 2017      | 13       | 0     |
| F. C. Rostov               | Rusia      | 2018-2019 | 53       | 0     |
| F. C. Copenhague           | Dinamarca  | 2020-2021 | 9        | 0     |
| F. C. Rukh Lviv            | Ucrania    | 2021      | 1        | 0     |
| Fylkir Reykjavík           | Islandia   | 2021      | 5        | 0     |

## Palmarés

### Campeonatos nacionales
| Título                 | Club             | País      | Año  |
| ---------------------- | ---------------- | --------- | ---- |
| Allsvenskan            | IFK Göteborg     | Suecia    | 2007 |
| Copa de Suecia         | IFK Göteborg     | Suecia    | 2008 |
| Supercopa de Suecia    | IFK Göteborg     | Suecia    | 2008 |
| Copa de Dinamarca      | F. C. Copenhague | Dinamarca | 2012 |
| Superliga de Dinamarca | F. C. Copenhague | Dinamarca | 2013 |